# Lista de membros correspondentes da Academia Brasileira de Ciências empossados em 2005
Esta lista contém os nomes dos membros correspondentes da Academia Brasileira de Ciências empossados em 2005. 
| Imagem | Nome                           | Datas de nascimento e falecimento              | Local de nascimento | Área de especialização | Alma mater                      | Data de posse       | Conhecido por                                       | Referências |
| ------ | ------------------------------ | ---------------------------------------------- | ------------------- | ---------------------- | ------------------------------- | ------------------- | --------------------------------------------------- | ----------- |
|        | José Luís Fontes da Costa Lima | 05 de dezembro de 1945 01 de fevereiro de 2022 | Porto, Portugal     | Ciências Químicas      | UP, Portugal                    | 08 de junho de 2005 |                                                     | [ 2 ] [ 3 ] |
|        | Mireille Dardenne              | 31 de outubro de 1937                          | Marselha, França    | Ciências Biomédicas    | Universidade de Paris, França   | 08 de junho de 2005 | Trabalhou com Wilson Savino.                        | [ 4 ]       |
|        | Radovan Borojevic              | 16 de novembro de 1940                         | Zagreb, Croácia     | Ciências Biomédicas    | Universidade de Zagreb, Croácia | 08 de junho de 2005 | Fundou o Banco de Células do Rio de Janeiro (1980). | [ 5 ]       |